# Crkva Svih Svetih u Pražnicama
Crkva Svih Svetih nalazi u selu Pražnicama, općina Pučišća, otok Brač.

## Opis
Crkvu Svih Svetih u Pražnicama podigao je Antun Mihovilović 1638. g. kako govori natpis na nadvratniku. Crkva u stilu zakašnjele gotike smještena je u središnjem dijelu naselja zvanom Selo. Jednobrodna građevina s polukružnom apsidom zidana je pravilnim kamenim kvaderima i presvođena bačvastim svodom. Dvostrešni krov pokriven je lomljenim kamenim pločama. Jednostavni kameni portal s profiliranim vijencem flankiran je s dva mala pačetvorinasta prozora. Nad portalom je kamena rozeta, a sred pročelja zidani zvonik na preslicu.

## Zaštita
Pod oznakom Z-6510 zavedena je kao nepokretno kulturno dobro - pojedinačno, pravna statusa zaštićena kulturnog dobra, klasificirano kao "sakralna graditeljska baština".

## Vanjske poveznice
|  | Zajednički poslužitelj ima još gradiva o temi Crkva Svih Svetih u Pražnicama |